# Certified Senders Alliance
La Certified Senders Alliance (CSA) es un proyecto de listas blancas o whitelist lanzado en el año 2004 por parte de eco e. V. (Asociación Alemana de la Industria de Internet y e-commerce), y la DDV (Asociación Alemana del Marketing y Diálogo). La cooperación de ambas asociaciones garantiza tanto el apoyo de la economía de Internet como el apoyo de empresas de venta directa. El objetivo de la CSA es mejorar la calidad de los mensajes de correo electrónico jugando un papel neutral. Como consecuencia, la CSA tiene la tarea de elaborar normas técnicas y legales que garanticen la calidad de los envíos y estén actualizadas según los requisitos del mercado, además de establecer estos estándares dentro del marco de la certificación. La CSA cuenta con una certificación con la que asegura que todos los requisitos legales de la nueva RGPD se cumplen, y en caso de violaciones de la ley aplicable, todas las partes reciban una advertencia a tiempo. Como resultado, los remitentes de envíos masivos estarán protegidos contra multas drásticas mientras cumplan los estándares de la CSA, siempre en línea con la legislación europea.
La CSA es una lista blanca de remitentes de correos electrónicos masivos (empresas que hacen email marketing). Junto con los Proveedores de Servicios de Internet (ISP) y los Proveedores de Correo Electrónico (ESP) que participan en esta lista blanca, el correo electrónico deseado ya no tendrá que pasar el filtro de spam de los ISP. Se reducen con esto drásticamente los falsos positivos (correo deseado etiquetado erróneamente como spam). Los remitentes de correo masivo podrán solicitar la certificación de la lista blanca, para lo que deberán cumplir con ciertos criterios de admisión, como la autenticación de bucle cerrado, proporcionar funciones de cabecera, anulación de la suscripción, una identidad transparente, tener el control tecnológico de los servidores utilizados para enviar correo etc.
Los solicitantes deberán enviar muestras de sus servicios, con las que prueben que los criterios CSA se han implementado, y pagar la tarifa pertinente. Las solicitudes son revisadas por un comité de certificación. Hasta la fecha, más de 100 proveedores participan en la lista blanca.
La CSA coopera con la oficina de quejas de eco e. V. , donde los usuarios de Internet pueden informar sobre incumplimientos de los criterios de la CSA. Entre los proveedores que se han unido a la lista blanca de CSA están: AOL, Arcor, Freenet, Host Europe Group, Microsoft, Vodafone Kabel Deutschland, Pironet, y las empresas de United Internet como GMX, 1&1 Internet así como web.de, Yahoo y Yandex.
Una vez al año, la CSA celebra su congreso "CSA Summit" donde se discuten los requisitos legales actuales relacionados con el marketing por correo electrónico, como el Reglamento general de protección de datos (RGPD), así como los desafíos y tendencias técnicas.